# Синий чай
Синий чай — вид травяного чая без кофеина, напиток, приготовленный из отвара или настоя цветочных лепестков или целого цветка растения клитории тройчатой (Clitoria ternatea). Клитория тройчатая также известна как мотыльковый горошек, голубой горошек, кордофанский горох, цветы синего чая или азиатские голубиные крылья.
Изготовленный из растения, распространенного в большинстве стран Юго-Восточной Азии, чай из цветов синего горошка заваривали на протяжении веков, но только недавно он был представлен любителям чая за пределами коренных районов. Чай из цветков мотылькового горошка приобретает характерный оттенок благодаря тёмно-синему цвету лепестков, который на протяжении веков делал это растение популярным красителем. Одной из особенностей чая является тот факт, что он меняет цвет в зависимости от уровня pH добавленного в него вещества, например, добавление лимонного сока в чай сделает его фиолетовым.
Цветы клитории используются в Аюрведе из-за их предполагаемых лечебных свойств.

## Истоки
Клитория тройчатая (Clitoria ternatea), также известная также как мотыльковый горошек, голубой горошек, кордофанский горох, цветы синего чая или азиатские голубиные крылья, представляет собой растение из семейства бобовых (Fabaceae) и обычно встречается в Юго-Восточной Азии. Ярко-синие лепестки мотылькового горошка веками использовались в качестве ингредиента травяных чаев по всему региону, а также использовались в кулинарии. Голубой цветок придаёт свой синий цвет при погружении в теплую или горячую воду, поэтому его используют в качестве красителя, а также для придания цвета различным продуктам, таким как блюдо из риса наси-керабу.

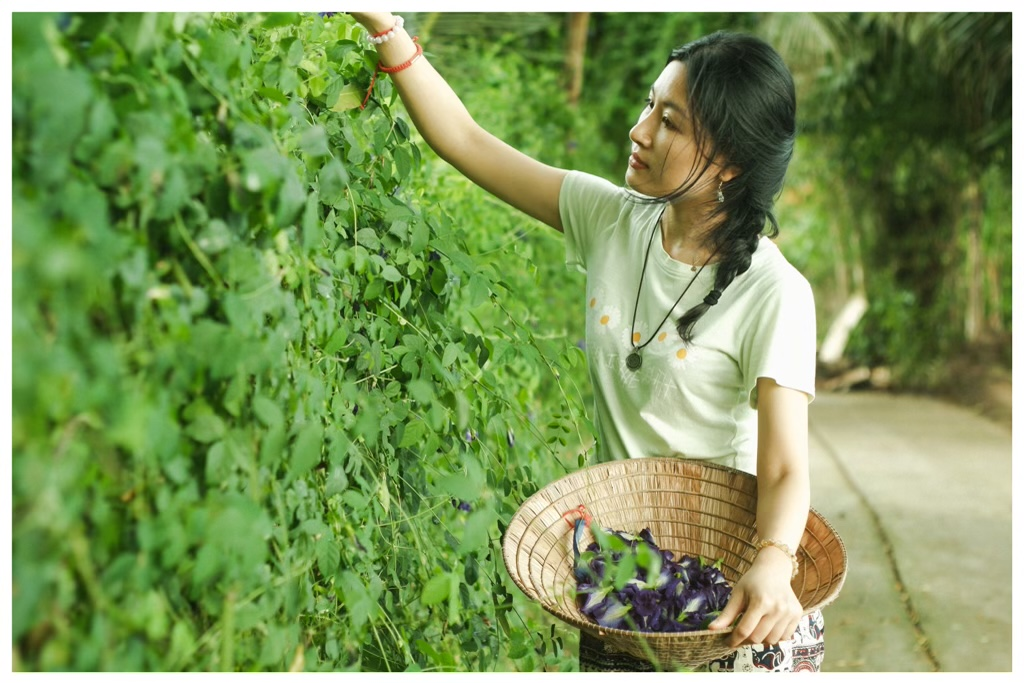
Вьетнамская женщина собирает цветы синего горошка в свою шляпу Нон (головной убор)

Синий чай бывает как горячим, так и холодным, причем холодный вариант часто смешивают с мёдом, мятой, корицей, маракуйей и имбирем. В Таиланде и Вьетнаме чай из цветков мотылькового горошка обычно смешивают с мёдом и лимоном для напитка, который обычно подают после обеда, или в качестве освежающего напитка в отелях и спа-салонах. Этот напиток, носящий на тайском языке название нам док анчан, считается типичным местным напитком, таким как ромашковый чай в других частях мира.
На протяжении веков чай из цветков гороха был известен только в Юго-Восточной Азии, но в последние годы, благодаря распространению туристических шоу и кулинарных блогов, он стал известен за пределами области своего происхождения. В основном его предлагают специализированные интернет-магазины.
В статье на сайте Bon Appétit, опубликованной в январе 2016 года, вкус чая был описан как «землистый и древесный — больше похожий на изысканный зеленый чай, чем на Blue Curaçao или Jolly Rancher».

## Популярность и свойства цвета
Одной из наиболее отличительных характеристик синего чая и других напитков, в которых используется экстракт цветков мотылькового горошка, является то, что он меняет цвет при изменении баланса pH. Тёмно-голубой чай становится фиолетовым с добавлением лимонного сока, и чем больше лимонного сока будет добавлено, тем темнее будет фиолетовый оттенок. Смешанный с лепестками гибискуса-розеллы, чай приобретет ярко-красный цвет.

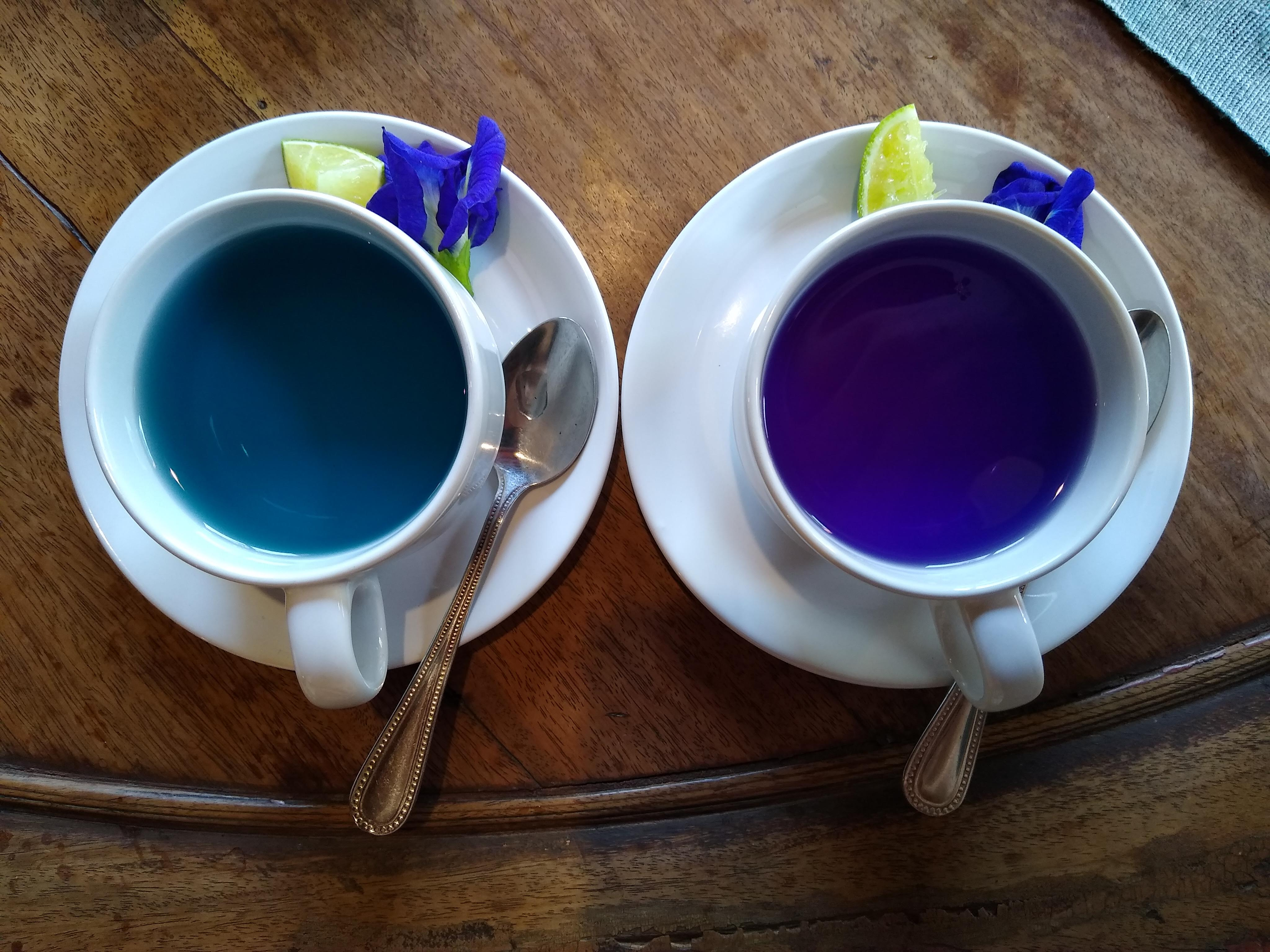
Две чашки цветочного чая из мотылькового горошка. В правую чашку добавили сок лайма, из-за чего он стал фиолетовым

Популярное использование чая — в коктейлях, где зрелищность приготовления коктейля заключается в мгновенном изменении цвета на глазах у посетителя, заказавшего напиток. Другое использование включает коктейли или чаши для пунша, в которых чай замораживается в кубики льда, в результате чего напиток меняет цвет по мере таяния кубиков льда, что приводит к тому, что было названо «коктейльным кольцом настроения».
По состоянию на 2 сентября 2021 года Управление по санитарному надзору за качеством пищевых продуктов и медикаментов США объявило добавку «экстракт цветков мотылькового горошка» освобождённой от сертификации и безопасной для использования.

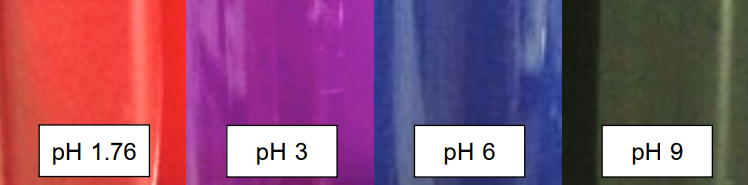
Изменение цвета чая в зависимости от pH